# Ярошовка (Киевская область)
Ярошовка (укр. Ярошівка) — село, входит в Фастовский район Киевской области Украины.
Население по переписи 2001 года составляло 262 человека. Почтовый индекс — 08510. Телефонный код — 4565. Занимает площадь 1,44 км². Код КОАТУУ — 3224986202.

## Местный совет
08510, Київська обл., Фастівський р-н, с.Томашівка, вул.30-річчя Перемоги,3